# باگز (ویرجینیای غربی)
باگز (به انگلیسی: Boggs) یک منطقهٔ مسکونی در ایالات متحده آمریکا است که در شهرستان وبستر، ویرجینیای غربی واقع شده‌است.